# Slobidske
Slobidske (en ucraniano: Слобідське), antes Frunze (en ucraniano: Фрунзе) es una localidad de Ucrania, en el óblast de Járkov.
Se encuentra a una altitud de 165 m sobre el nivel del mar.

## Demografía
Según estimación 2001 contaba con una población de 449 habitantes.
| 449                        | 109 |
| (Fuente: [cita requerida]) |     |